# Eurodryas volhynica
Eurodryas volhynica är en fjärilsart som beskrevs av Ksenzhopol'sky 1911. Eurodryas volhynica ingår i släktet Eurodryas och familjen praktfjärilar. Inga underarter finns listade i Catalogue of Life.